# ولادیمیر-سوزدال
ولادیمیر-سوزدال (روسی: Владимирско-Су́здальская) یا دوک‌نشین بزرگ ولادیمیر (۱۱۵۷–۱۳۳۱ میلادی) یکی از شاهزاده‌نشین‌های عمدهٔ پیرو روس کیف در پایان سدهٔ ۱۲ میلادی به مرکزیت شهر ولادیمیر بود. با گذشت زمان، شاهزاده‌نشین تبدیل به دوک‌نشین بزرگ شد و به چند شاهزاده‌نشین کوچک‌تر تقسیم شد. پس از تصرف توسط امپراتوری مغول، این شاهزاده‌نشین تبدیل به یک دولت مستقل با حکومت نجیب‌زادگان شد. فرمانداری شاهزاده‌نشین با لقب خان از طرف اردوی زرین به یکی از خاندان‌های نجیب‌زادهٔ هر شاهزاده‌نشین کوچک اعطا می‌شد.

## منشأ

### شاهزاده‌نشین روستوف
احتمالاً نخستین حاکمان سرشناس روستوف، بوریس و گلب، فرزندان ولادیمیر کبیر و سپس یاروسلاو خردمند بودند. این شاهزاده‌نشین منطقهٔ بزرگی را در شمال شرقی روس کیف، تقریباً هم‌مرز با رودهای ولگا، اوکا و دوینای شمالی تصرف کرد. اطلاعات تاریخی اندکی دربارهٔ این شاهزاده‌نشین در دوران روس کیف وجود دارد. اطلاعات مربوط به بنیان‌گذاری شهر روستوف در طول تاریخ از بین رفته‌است. در سدهٔ دهم میلادی روستوف مرکز عمدهٔ مسیحیت ارتدکس شرقی بود. تا سدهٔ ۱۱ روستوف متناظر با ولیکی نووگورود بود. گسترش مسیحیت ارتدکس شرقی در پرم بزرگ با موفقیت توسط روستوف انجام شد. روستوف مرکز ناحیه بود و شهرهای مهم دیگر ناحیه، سوزدال، یاروسلاول و بلوزرسک بودند.

### روستوف-سوزدال
ولادیمیر مونوماخ در سال ۱۰۹۳ حق شاهزاده‌نشینی را از پدرش به ارث برد. او پسرش یوری را به حکومت سرزمین‌های شمال شرقی منصوب کرد و در ۱۱۲۵، پایتخت خود را از روستوف به سوزدال انتقال داد. پس از آن، شاهزاده‌نشین با عنوان روستوف-سوزدال شناخته شد. در ۱۱۰۸ مونوماخ شهر ولادیمیر را بازسازی کرد. در زمان حکومت یوری، شاهزاده‌نشین قدرت نظامی کسب کرد و در جنگ میان سوزدال و ریازان در ۱۱۴۶، توانست شاهزاده‌نشین ریازان را تصرف کند. هم‌چنین در دههٔ ۱۱۵۰ دو بار کیف را اشغال کرد.